# Оледжо
Оледжо (итал. Oleggio) — коммуна в Италии, располагается в регионе Пьемонт, в провинции Новара.
Население составляет 13222 человека (2008 г.), плотность населения составляет 350 чел./км². Занимает площадь 38 км². Почтовый индекс — 28047. Телефонный код — 0321.
Покровителями коммуны почитаются святые апостолы Пётр и Павел, празднование 29 июня.

## Демография
Динамика населения:

## Администрация коммуны
- Официальный сайт: http://www.comune.oleggio.no.it/ Архивная копия от 14 апреля 2010 на Wayback Machine